# 马卡乌巴斯
马卡乌巴斯是巴西巴伊亚州的一个市镇。总面积3039.268平方公里，总人口48633人，人口密度16人/平方公里。